# Liste der Orte in der Gemeinde Viqueque

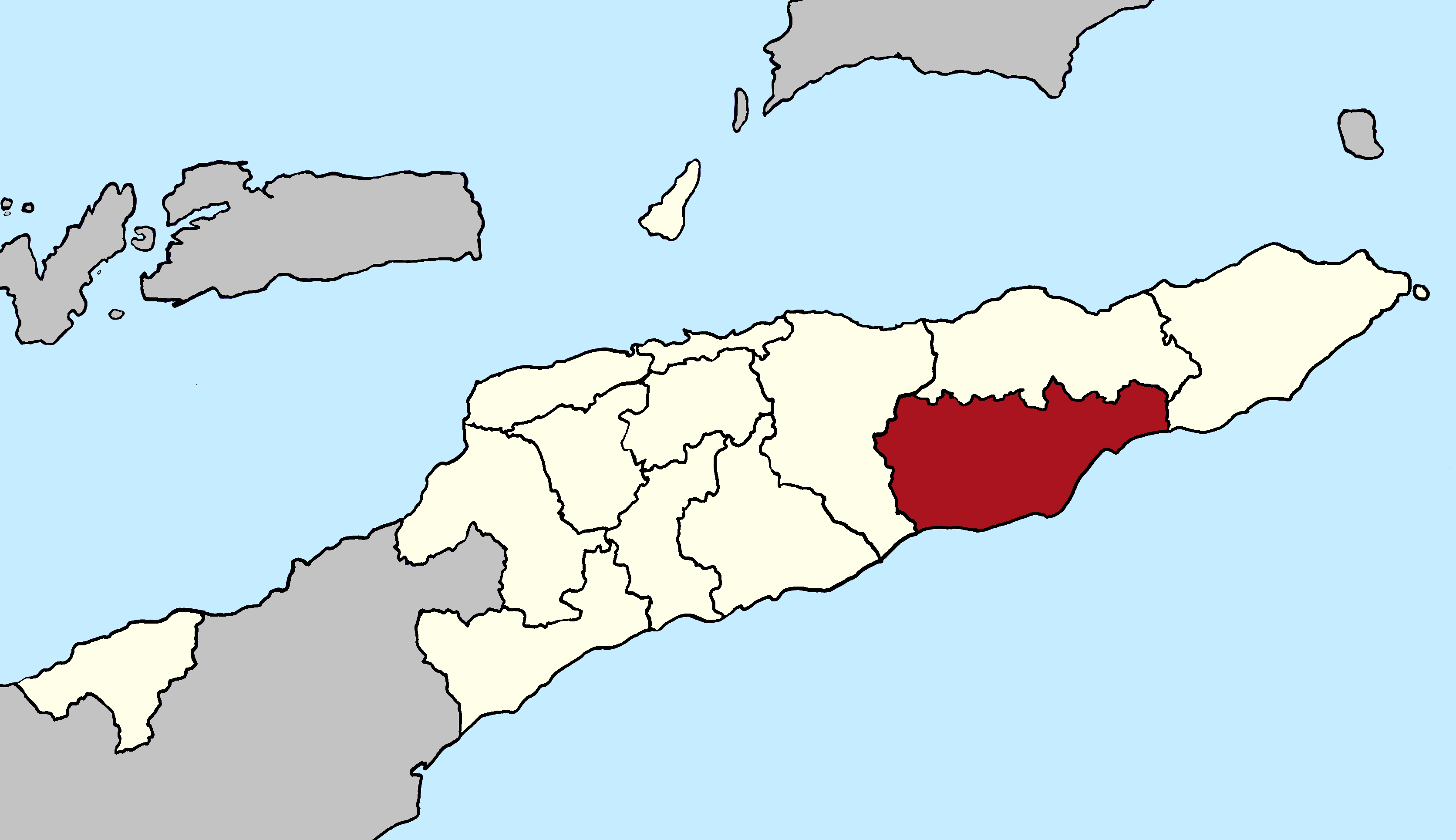
Die Gemeinde Viqueque in Osttimor

Die Liste der Orte in der Gemeinde Viqueque gibt an, welche Ortschaften in jedem Suco der osttimoresischen Gemeinde Viqueque liegen und welche geographische Koordinaten und Meereshöhe sie haben.

## Landkarten

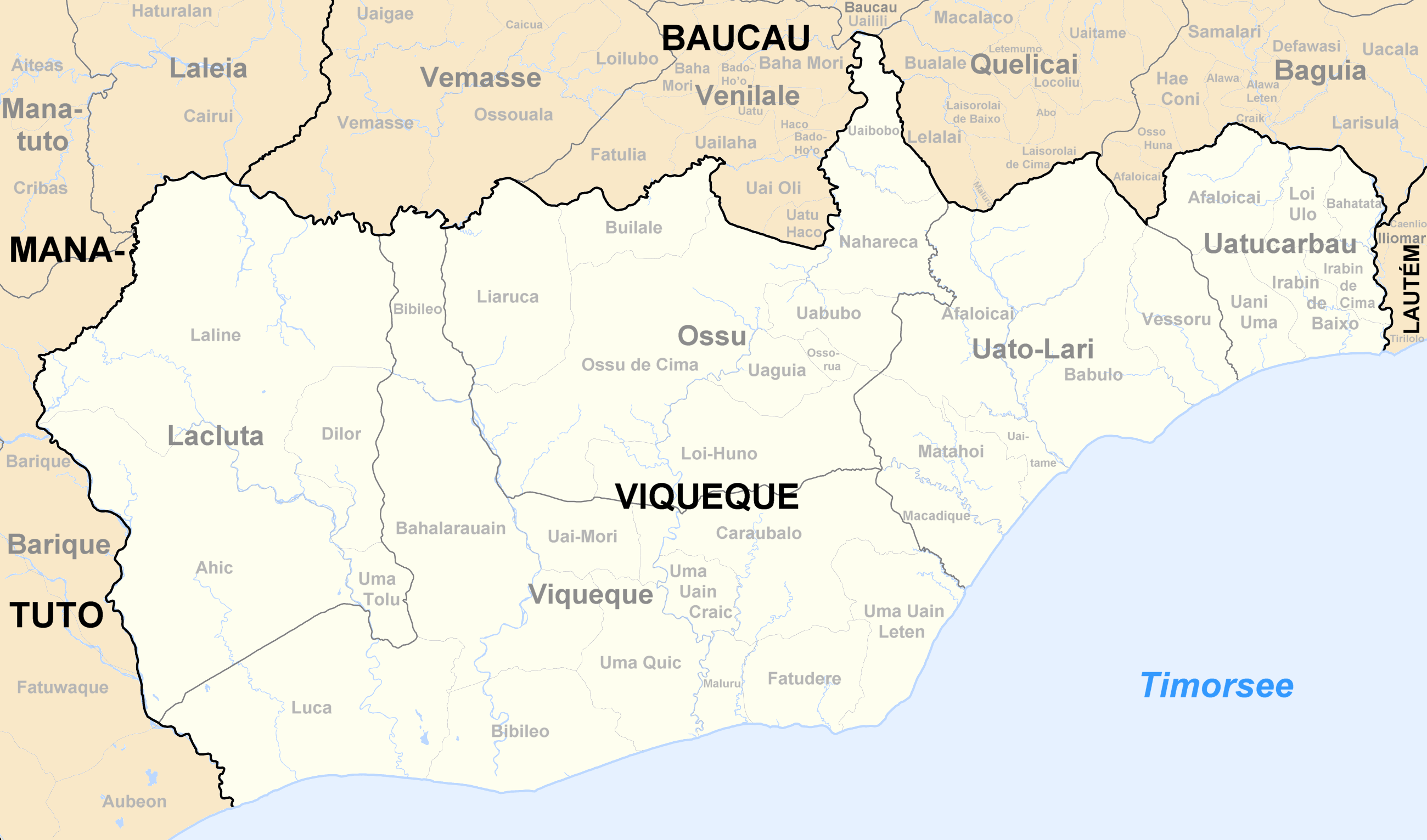
Die Gemeinde Viqueque bis 2015
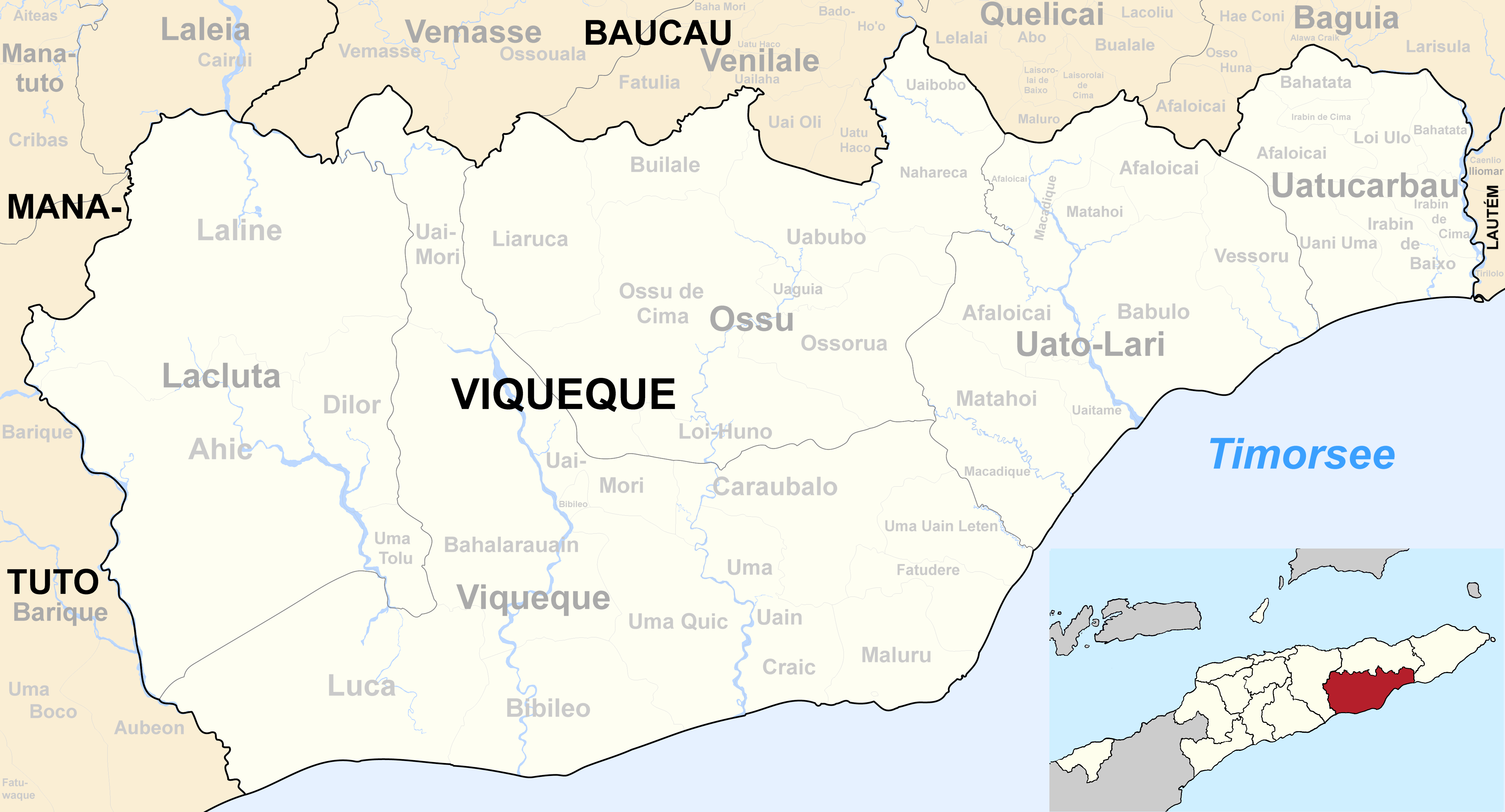
Die Gemeinde Viqueque seit 2015
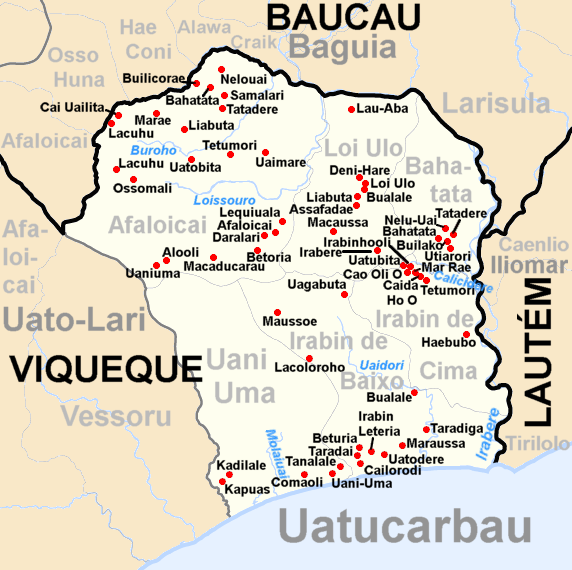
Das Verwaltungsamt Uatucarbau

## Liste

### Das Verwaltungsamt Lacluta
| \| Dilor \| |
| Dilor       |

| Dilor |

### Das Verwaltungsamt Ossu
| \| Ossu \| |
| Ossu       |

| Ossu |

### Das Verwaltungsamt Uato-Lari
| \| Uato-Lari \| |
| Uato-Lari       |

| Uato-Lari |

### Das Verwaltungsamt Uatucarbau
| \| Uatucarbau \| |
| Uatucarbau       |

| Uatucarbau |

### Das Verwaltungsamt Viqueque
| \| Viqueque \| |
| Viqueque       |

| Viqueque |

## Belege
Die Schreibweise der Ortsnamen folgt, sofern vorhanden, den Angaben zu den administrativen Einteilungen in:
- Jornal da República: Diploma Ministerial n.° 16/2017, mit Korrekturen vom 9. Mai 2017, abgerufen am 12. März 2019.

Die Liste der Ortschaften wird mit folgenden Karten erstellt:
- Timor-Leste GIS-Portal (Memento vom 30. Juni 2007 im Internet Archive)
- UNMIT Karten der Distrikte 2008

Bei unterschiedlicher Schreibweise der Ortsnamen wird den Angaben des GIS-Portals gefolgt. Die anderen Schreibweisen für einzelne Orte finden sich in den Artikel zu den einzelnen Sucos des Landes.
Die Meereshöhen und Koordinaten wurden entnommen von:
- Global Gazetteer Version 2.2: Directory of Cities, Towns, and Regions in East Timor

Bei Global Gazetteer aufgeführte Orte, die nicht durch eine Karte bestätigt sind, werden nicht mit in die Liste aufgenommen.
Koordinaten, die nicht bei Global Gazetteer aufgeführt sind, werden mit Hilfe von Google Maps ermittelt.